# ドロップキューブ
ドロップキューブ（Drop Cube）は、かつてYahoo! JAPANが提供していたブラウザゲームで、無料オンライン対戦パズルゲームである。2005年2月にサービスを開始し、2010年10月5日をもって提供を終了。

## 概要・ルール
落ち物パズルの一種。
4色からなるキューブ、オーブ又はアローが2個一組で落ちてくる。キューブに、同色のオーブをくっつけるとそのキューブを消すことができる。
キューブを大量に消したり、連鎖を用いてキューブを消すことにより、相手を攻撃する。ます目いっぱいにキューブが詰まったら負けとなる。

## 用語
- コンボゲージ:連鎖一回につきゲージが一つたまる。
- スーパークラッシュ:コンボゲージが三つの状態で連鎖すると、コンボゲージが0となり、スーパークラッシュが起き、相手に追加のブロックを送れる。スーパークラッシュの回数が増えるたびに追加のブロック数は増えていく。
- タイマーキューブ:
- 相殺:
- レーティング:
- ハンディキャップ:実力に応じて、なし・中級・上級から設定することができる。
- ドロップキューブには多数の軍団・族などと呼ばれる団体があり、その団体に入っている人を団員と呼ぶ。